# モリツバメ科
モリツバメ科（モリツバメか、Artamidae）は、鳥類スズメ目の科である。
モリツバメと（狭義のモリツバメ科は）総称される。ただし狭義にはその1種をモリツバメと呼ぶ。

## 特徴
主にオーストラリア区、1種ずつが東洋区とフィジーに生息する。
全長14–20cm。

## 系統と分類
| 広義のモリツバメ科 | \| \| フエガラス科 Cracticidae \| \| \| \| \| \| モリツバメ科 Artamidae \| \| \| \| |
|                    | \| \| フエガラス科 Cracticidae \| \| \| \| \| \| モリツバメ科 Artamidae \| \| \| \| |
|                    | フエガラス科 Cracticidae                                                            |
|                    |                                                                                     |
|                    | モリツバメ科 Artamidae                                                              |
|                    |                                                                                     |

フエガラス科と姉妹群で、フエガラス科を含める説もある（この場合、モリツバメ科はモリツバメ亜科 Artaminae とフエガラス亜科 Cracticinae に分かれる）。これらはカラス上科に含まれる。
Sibley & Ahlquist (1990) では広義のモリツバメ科がモリツバメ族 Artamini とされ、カラス亜科に含められた。

## 属と種
国際鳥類学会議 (IOC)より。1属11種。
- Artamus モリツバメ属
  - Artamus fuscus, Ashy Woodswallow, ハイイロモリツバメ
  - Artamus leucorynchus, White‐breasted Woodswallow, モリツバメ
  - Artamus mentalis, Fiji Woodswallow, フィジーモリツバメ
  - Artamus monachus, Ivory‐backed Woodswallow, セレベスモリツバメ
  - Artamus maximus, Great Woodswallow, パプアモリツバメ
  - Artamus insignis, White‐backed Woodswallow, ビスマークモリツバメ
  - Artamus personatus, Masked Woodswallow, ホオグロモリツバメ
  - Artamus superciliosus, White‐browed Woodswallow, マミジロモリツバメ
  - Artamus cinereus, Black‐faced Woodswallow, カオグロモリツバメ
  - Artamus cyanopterus, Dusky Woodswallow, ウスズミモリツバメ
  - Artamus minor, Little Woodswallow, ヒメモリツバメ